# Musikgeschichtliche Kommission
Die Musikgeschichtliche Kommission e.V. ist ein eingetragener Verein mit dem Geschäftssitz in Kassel. Der Verein hat laut seiner Satzung die Aufgabe, die deutschen musikalischen Quellenpublikationen fortzusetzen.

## Geschichte
Die Musikgeschichtliche Kommission wurde 1953 gegründet. Die Namensgebung soll den Anschluss an die im Jahr 1892 gegründete Preußische Musikgeschichtliche Kommission und deren Nachfolgeinstitutionen dokumentieren. Sie hatten von 1892 bis 1931 insgesamt 65 Bände der Denkmäler deutscher Tonkunst herausgegeben. Während des nationalsozialistischen Regimes wurde die Herausgabe in der 1933 begründeten Quellenpublikation Das Erbe deutscher Musik fortgesetzt. Die Edition erscheint in den Verlagen Breitkopf & Härtel, Möseler, Schott, Henry Litolff,
Bärenreiter, Peters und Henle. Daneben gab die Kommission eine Auswahl der musikalischen Werke E. T. A. Hoffmanns heraus sowie sämtliche Werke von Silvius Leopold Weiss in Tabulatur und Übertragung.
Die Arbeit der Kommission wurde bis zum Jahr 2007 durch die Union der deutschen Akademien der Wissenschaften im Rahmen der Gemeinschaftsfinanzierung musikalischer Editionen gefördert. Zusätzlich betreut die Kommission das Deutsche Musikgeschichtliche Archiv, dessen Förderung das Land Hessen und die Stadt Kassel übernommen haben. Die Leitung des Archivs lag von 1954 bis 1972 bei Harald Heckmann.

## Organisation
Eine Mitgliedschaft kann nur durch eine von der Mitgliederversammlung beschlossene Berufung erfolgen. Mit Stand vom Januar 2025 hat die Musikgeschichtliche Kommission vierzehn berufene Mitglieder. Der jeweilige Präsident der Gesellschaft für Musikforschung und der jeweilige Direktor des Staatlichen Instituts für Musikforschung Preußischer Kulturbesitz sind ebenfalls Mitglieder des Vereins.
Der Vorsitzender des Vereins ist Klaus Pietschmann, Institut für Musikwissenschaft der Universität Mainz  (Stand Januar 2025).

## Pilotprojekte
Unter dem Titel Deutsche Musik im europäischen Kontext 1806–1914 startete die Musikgeschichtliche Kommission eine neue Edition. Zur Vorbereitung des langfristigen Forschungsvorhaben förderten die Volkswagenstiftung und die Fritz Thyssen Stiftung zwischen 2013 und 2015 die Durchführung von drei Pilotprojekten. Sie betreffen die Bereiche Oratorium, Kammermusik und Orchestermusik.

### Oratorium
Im ersten Pilotprojekt geht es um das Thema Großbesetzte deutschsprachige Chormusik im 19. Jahrhundert. Das Projekt wurde am Institut für Musikwissenschaft der Universität Regensburg unter der Leitung von Wolfgang Horn durchgeführt.
Für eine beispielhafte Darstellung ist das Werk Frithjof op. 23 ausgewählt, das Max Bruch im Jahr 1864 für die Besetzung Vokalsoli, Männerchor und Orchester komponierte. Die Forschungsfragen richten sich speziell auf Bruchs Oratorienschaffen und allgemein auf die Einbindung oratorischer Musik in die Bildungs- und Sozialgeschichte des 19. Jahrhunderts.

### Kammermusik
Das zweite Pilotprojekt trägt den Titel Brahms gewidmet. Die auf die Brahms historische Position bezogene Editionsarbeit leistete das Brahms-Institut an der Musikhochschule Lübeck unter der Leitung von Wolfgang Sandberger.
Gegenstand der Forschungen sind vier Werke, die dem Komponisten Johannes Brahms zugeeignet wurden: Es sind Kammermusik-Werke von Robert Fuchs, Hermann Goetz, Bernhard Scholz und Josef Suk. Die Widmungen lassen eine Wertschätzung der historischen Position des Komponisten Brahms im Konflikt zwischen seiner kammermusikalischen Tradition und der damaligen Zukunftsmusik erkennen. Exemplarische Vertreter jener Zukunftsmusik waren Liszts symphonische Dichtungen und Wagners monumentale Musikdramen.

### Orchestermusik
Das dritte Pilotprojekt lautet Die Konzertouvertüre im Zeitalter Mendelssohns. Das Musikwissenschaftliche Institut der Universität Marburg beschäftigte sich unter der Leitung von Lothar Schmidt mit der innovativen Entwicklung der Ouvertüre als ein spezielles Genre der Orchestermusik.
Dieses Pilotprojekt untersucht die innovative Entwicklung der Ouvertüre, die für die Sinfonik und für die Programmmusik im 19. Jahrhundert eine große Bedeutung erlangte. Untersucht werden auch Fragen, die sich hinsichtlich der Ouvertüre aus der Geschichte der Institutionen bei der Gestaltung von Konzertprogrammen ergeben. Hierzu gehört auch die Rolle der Ouvertüre aus den Sparten Oper und Schauspielmusik als ein besonderer Werbeträger.